# Azur et Asmar (jeu vidéo)
Azur et Asmar est un jeu vidéo développé par Ouat Entertainment et édité par Emme, sorti en 2006 en France sur PC et PlayStation 2.
Le jeu est adapté du film d'animation Azur et Asmar de Michel Ocelot. Une version PlayStation 2 est également disponible.

## Système de jeu
Le gameplay est plutôt orienté pour les jeunes joueurs. Le jeu reprend la vue de profil caractéristique des films de Michel Ocelot. Celle-ci ajouté à son univers scénaristique peuvent faire penser au jeu Prince of Persia.

## Accueil
- Jeuxvideo.com : 7/20[1]